# Andira multistipula
Andira multistipula är en ärtväxtart som beskrevs av Adolpho Ducke. Andira multistipula ingår i släktet Andira och familjen ärtväxter.

## Underarter
Arten delas in i följande underarter:
- A. m. multistipula
- A. m. peruana